# Campeonato Mundial de Atletismo Sub-20 de 2022 - Salto triplo masculino
A prova do salto triplo masculino do Campeonato Mundial de Atletismo Sub-20 de 2022 ocorreu  nos dias 4 e 5 de agosto de 2022 no Estádio Olímpico Pascual Guerrero, em Cali, na Colômbia.

## Recordes
Antes desta competição, os recordes mundiais e do campeonato nesta prova eram os seguintes:
|       | Nome           | Nacionalidade     | Distância | Local    | Data                |
| ----- | -------------- | ----------------- | --------- | -------- | ------------------- |
| WU20R | Volker Mai     | Alemanha Oriental | 17.50 m   | Erfurt   | 23 de junho de 1985 |
| CR    | Jordan Díaz    | Cuba              | 17.15 m   | Tampere  | 14 de julho de 2018 |
| WU20L | Jaydon Hibbert | Jamaica           | 16.66 m   | Kingston | 8 de abril de 2022  |

Os seguintes recordes mundiais ou do campeonato foram estabelecidos durante esta competição: 
| Data        | Evento | Nome           | Nacionalidade | Distância | Notas                 |
| ----------- | ------ | -------------- | ------------- | --------- | --------------------- |
| 5 de agosto | Final  | Jaydon Hibbert | Jamaica       | 17.27     | Recorde do campeonato |

## Medalhistas
| Ouro                 | Prata                     | Bronze               |
| Jaydon Hibbert (JAM) | Selva P. Thirumaran (IND) | Viktor Morozov (EST) |

## Cronograma
Todos os horários são locais (UTC-5).
| Data        | Hora  | Evento               |
| ----------- | ----- | -------------------- |
| 4 de agosto | 08:00 | Qualificação Grupo A |
| 4 de agosto | 09:15 | Qualificação Grupo B |
| 5 de agosto | 15:00 | Final                |

## Resultados

### Qualificação
Qualificação: 15,80 m (Q) ou pelo menos melhor 12 qualificado (q).
| Posição | Grupo | Atleta                       | Nacionalidade  | Tentativas | Tentativas | Tentativas | Marca   | Notas    |
| Posição | Grupo | Atleta                       | Nacionalidade  | 1          | 2          | 3          | Marca   | Notas    |
| ------- | ----- | ---------------------------- | -------------- | ---------- | ---------- | ---------- | ------- | -------- |
| 1       | B     | Jaydon Hibbert               | Jamaica        | x          | 16.37      |            | 16.37   | Q        |
| 2       | A     | Ethan Olivier                | Nova Zelândia  | 15.72      | 16.04      |            | 16.04   | Q, NU20R |
| 3       | A     | Selva P. Thirumaran          | Índia          | x          | 15.99      |            | 15.99   | Q        |
| 4       | B     | Viktor Morozov               | Estónia        | 15.98      |            |            | 15.98   | Q,       |
| 5       | A     | Federico Morseletto          | Itália         | x          | 15.70      | 15.91      | 15.91   | Q,       |
| 6       | A     | Solomon Washington           | Estados Unidos | 15.85      |            |            | 15.85   | Q,       |
| 7       | B     | Grigoris Nikolaou            | Chipre         | 15.84      |            |            | 15.84   | Q,       |
| 8       | A     | Pasindu Malshan              | Sri Lanka      | 15.65      | 15.74      | 14.36      | 15.73   | q        |
| 9       | B     | Federico Lorenzo Bruno       | Itália         | 15.67      | 15.44      |            | 15.67   | q        |
| 10      | B     | Floyd Whitaker               | Estados Unidos | 15.08      | 15.10      | 15.54      | 15.54   | q        |
| 11      | A     | Pascal Boden                 | Alemanha       | 14.87      | 14.90      | 15.53      | 15.53   | q        |
| 12      | B     | Lâchezar Vâlchev             | Bulgária       | 15.30      | x          | 15.27      | 15.30   | q        |
| 13      | A     | Royan Walters                | Jamaica        | 14.96      | 15.29      | 15.28      | 15.29   | qJ       |
| 14      | A     | Mesut Bülbül                 | Turquia        | x          | x          | 15.28      | 15.28   |          |
| 15      | B     | Praise Aniamaka              | Canadá         | 15.23      | 15.21      | 15.05      | 15.23 v |          |
| 16      | A     | Gor Hovakimyan               | Armênia        | 14.38      | 15.20      | 14.94      | 15.20   |          |
| 17      | A     | Aren Spencer                 | Barbados       | 14.51      | 15.04      | x          | 15.04   |          |
| 18      | B     | Damilare Olukosi             | Nigéria        | 14.92      | 14.93      | x          | 14.93   |          |
| 19      | B     | Mohamad Shah Sholihin Azshar | Malásia        | 14.04      | 14.56      | 14.76      | 14.76   |          |
| 20      | B     | Javier Andres Robledo        | Colômbia       | 14.46      | x          | 13.58      | 14.46   |          |

### Final
A prova final foi realizada no dia 5 de agosto às 15:00. 
| Posição           | Atleta                 | Nacionalidade  | Tentativas | Tentativas | Tentativas | Tentativas | Tentativas | Tentativas | Marca | Notas                 |
| Posição           | Atleta                 | Nacionalidade  | 1          | 2          | 3          | 4          | 5          | 6          | Marca | Notas                 |
| ----------------- | ---------------------- | -------------- | ---------- | ---------- | ---------- | ---------- | ---------- | ---------- | ----- | --------------------- |
| Medalha de ouro   | Jaydon Hibbert         | Jamaica        | 17.27      | 16.82      | -          | -          | -          | -          | 17.27 | Recorde do campeonato |
| Medalha de prata  | Selva P. Thirumaran    | Índia          | 16.11      | 16.15      | 16.09      | x          | x          | x          | 16.15 | Recorde pessoal       |
| Medalha de bronze | Viktor Morozov         | Estónia        | 15.20      | 15.41      | 15.96      | 15.73      | 16.13      | 15.60      | 16.13 | Recorde pessoal       |
| 4                 | Ethan Olivier          | Nova Zelândia  | 15.98      | 15.86      | x          | 16.03      | 15.98      | x          | 16.03 |                       |
| 5                 | Floyd Whitaker         | Estados Unidos | x          | 15.60      | 15.62      | 13.42      | 15.56      | 16.01      | 16.01 | Recorde pessoal       |
| 6                 | Federico Morseletto    | Itália         | 15.74      | 15.97      | 15.72      | 15.59      | 15.67      | 15.86      | 15.97 | Recorde pessoal       |
| 7                 | Federico Lorenzo Bruno | Itália         | 15.48      | 15.37      | 15.78      | 15.77      | 15.77      | 15.81      | 15.81 | Recorde pessoal       |
| 8                 | Solomon Washington     | Estados Unidos | 15.55      | 15.13      | 15.11      | 15.05      | x          | 15.19      | 15.55 |                       |
| 9                 | Pascal Boden           | Alemanha       | 14.97      | 15.15      | 15.37      |            |            |            | 15.37 |                       |
| 10                | Lâchezar Vâlchev       | Bulgária       | 15.34      | 14.98      | x          |            |            |            | 15.34 |                       |
| 11                | Pasindu Malshan        | Sri Lanka      | 14.22      | 15.05      | 15.14      |            |            |            | 15.14 |                       |
| 12                | Royan Walters          | Jamaica        | 13.92      | 13.97      | -          |            |            |            | 13.97 |                       |
| 13                | Grigoris Nikolaou      | Chipre         | x          | x          | x          |            |            |            | NM    |                       |

Legenda
| Recorde mundial       | Recorde mundial (World record)               |                       | Recorde africano                      | Recorde africano (African) |                                           | Q | Classificado por posição (Qualified) |
| Recorde do campeonato | Recorde do campeonato (Championship record)  | Recorde da América    | Recorde da América (Americas)         | q                          | Classificado por melhor tempo (Qualified) |   |                                      |
| Melhor marca do ano   | Melhor marca do ano (World leading)          | Recorde asiático      | Recorde asiático (Asian)              | DNS                        | Não largou (Did not start)                |   |                                      |
| Recorde nacional      | Recorde nacional (National record)           | Recorde europeu       | Recorde europeu (European)            | DNF                        | Não terminou (Did not finish)             |   |                                      |
| Recorde pessoal       | Recorde pessoal do atleta (Personal best)    | Recorde da Oceania    | Recorde da Oceania (Oceania)          | DSQ / DQ                   | Desclassificado (Disqualified)            |   |                                      |
| Recorde da temporada  | Recorde da temporada do atleta (Season best) | Recorde sul-americano | Recorde sul-americano (South America) | NM                         | Sem marca (No mark)                       |   |                                      |